# Peuple sindi
Les Sindi (grec ancien : Σινδοι ; latin : Sindi) étaient un ancien peuple scythe qui vivait principalement dans l'ouest de la Ciscaucasie. Une partie des Sindi vivait également en Europe centrale. Leur nom est écrit de diverses manières ; Pomponius Mela les appelle Sindones, Lucian, Sindianoi.

## Histoire

### Ciscaucasie

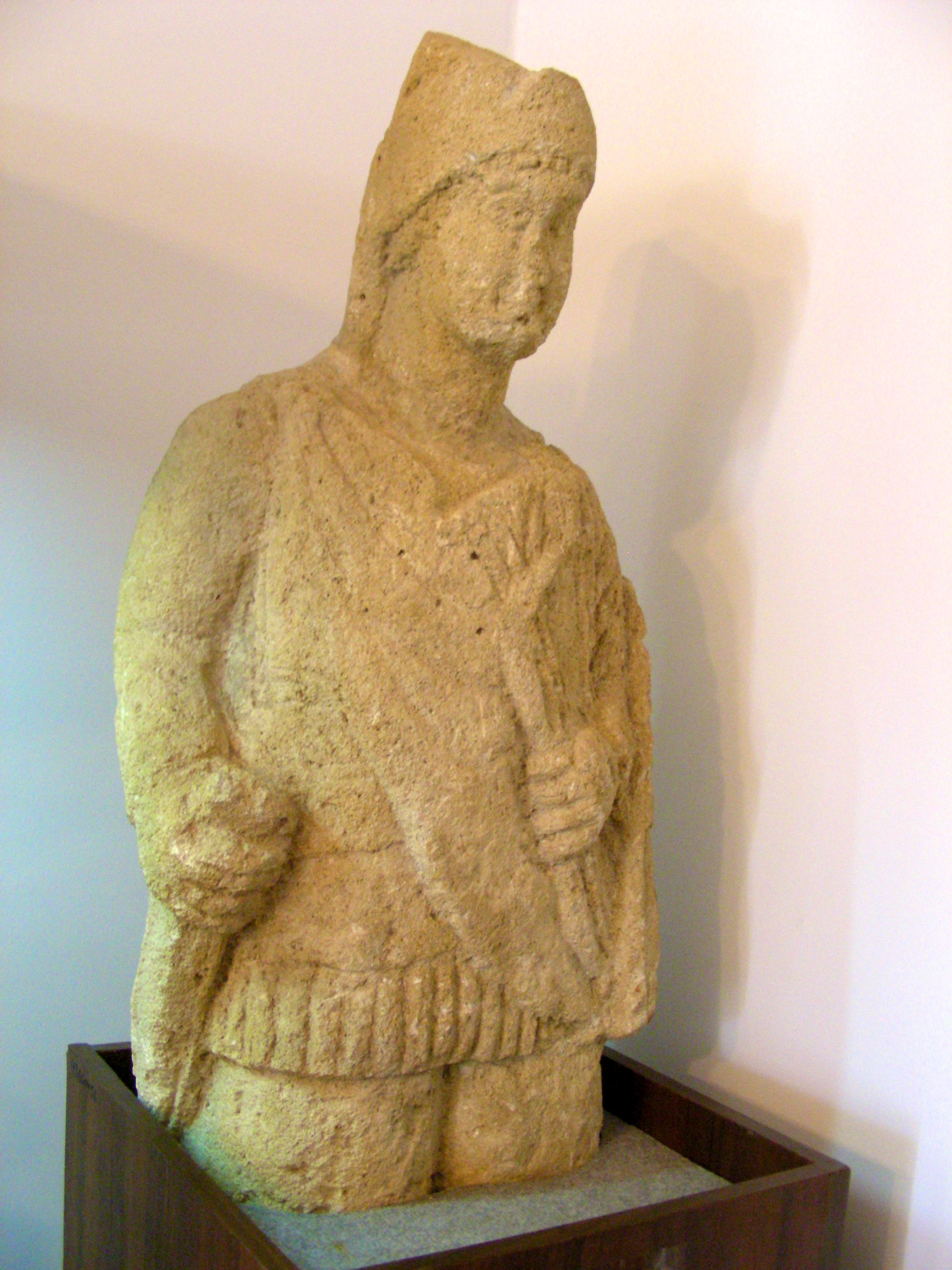
Statue de guerrier Sindi. Calcaire, Musée archéologique de Kertch.

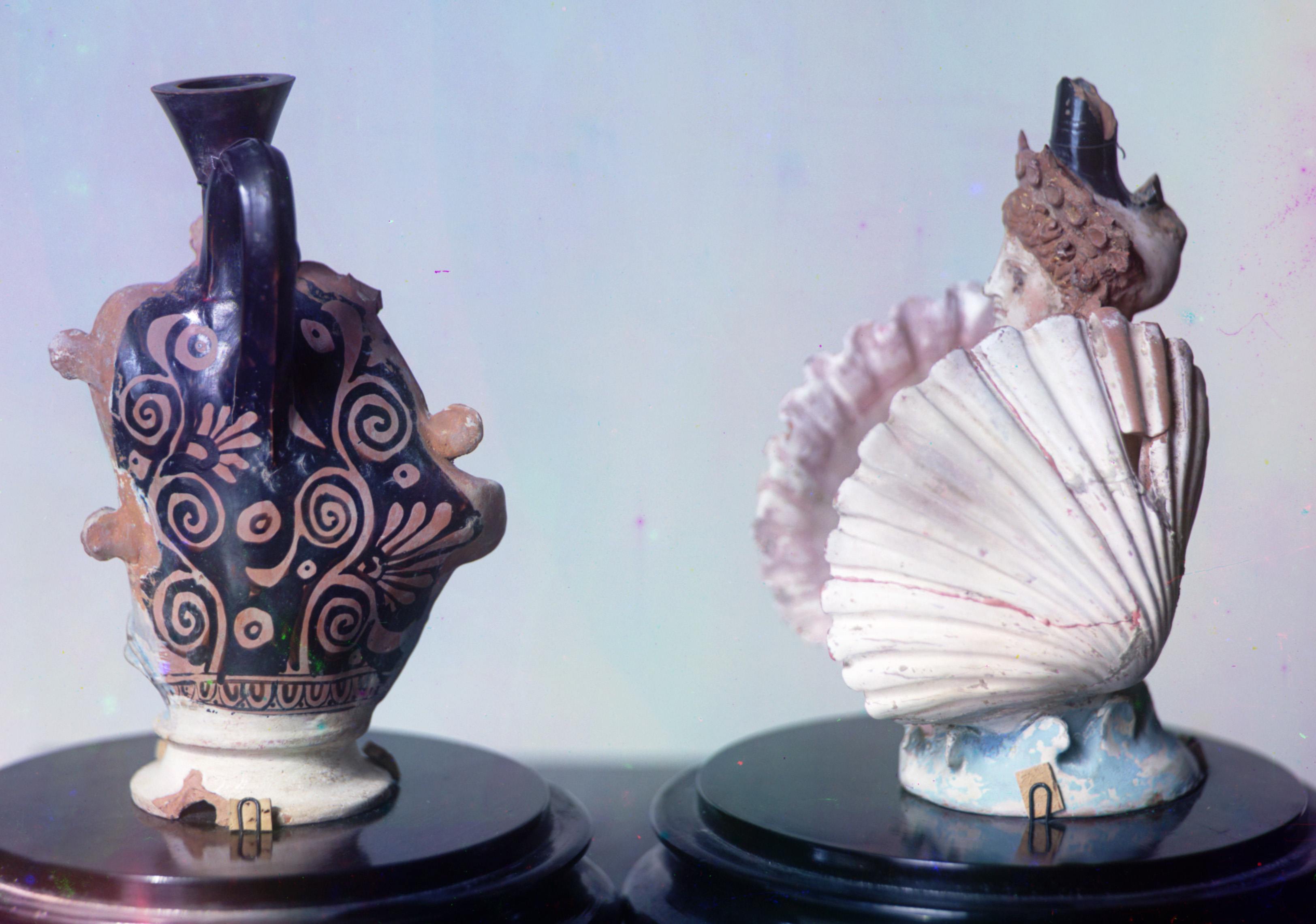
Anciens récipients en terre cuite découverts dans la nécropole sindienne près de Phanagoria. Photographie de Prokudin-Gorskii (vers 1912).

Les Sindi étaient une tribu de Scythes qui se sont établis sur la péninsule de Taman, où ils formaient une classe dirigeante sur les Méotiens indigènes du Caucase du Nord . Archéologiquement, les Sindi appartenaient à la culture scythe et se sont progressivement hellénisés au contact du royaume du Bosphore.
Alors que les Scythes perdaient davantage de territoires en Ciscaucasie au profit des Sauromates au cours de la fin du VIe siècle av. J.C., les Sindi restèrent le seul groupe scythe encore présent dans la région, dans la zone appelée Sindica ( grec ancien : Σινδικη ; latin : Sindica) par les Grecs, et qui correspondait à la zone située à l'ouest de l'actuel Krasnodar, dans la péninsule de Taman.
Le royaume de Sindica n'a existé que pendant une brève période et a été rapidement annexé par le royaume du Bosphore. 

### Europe centrale
Contrairement à la majorité des Sindi, restés dans le nord du Caucase, une plus petite partie des Sindi a migré vers l'ouest et s'est installée dans la plaine hongroise dans le cadre de l'expansion des Scythes en Europe centrale au cours du 7e au 6e siècles av. J.-C., et ils ont rapidement perdu le contact avec les Scythes restés dans la steppe pontique. L'auteur grec du IIIe siècle av. J.C. Apollonius de Rhodes a localisé une population de Sindi vivant aux côtés des Sigynnae et des Grauci autrement inconnus dans la « plaine du Laurion », qui est probablement la partie orientale du bassin pannonien  .

## Archéologie

### Caucase du Nord
La classe dirigeante scythe du pays méotien enterrait initialement ses morts dans des kourganes, tandis que la population indigène méotienne était enterrée dans des cimetières plats. Les enterrements à Sindica ont continué cette tradition, et les membres de la classe dirigeante Sindi ont continué à être enterrés dans des kourganes tandis que les Méotiens ont continué à être enterrés dans des tombes plates.
Après que les premiers terrassements scythes, construits au VIe siècle avant J.C. le long de la rive droite du fleuv Kouban aient été abandonnés au IVe siècle av.J.C., lorsque les Sauromates ont pris le contrôle de la majeure partie de la Ciscaucasie, les Sindi ont construit une nouvelle série de terrassements sur leurs frontières orientales.
L'un des terrassements de Sindi était situé à Yelizavetinskaya (ru), où se trouvait une Kourgan datant d'environ 400 av. J.C. dans laquelle plusieurs humains furent enterrés et qui contenait les squelettes de 200 chevaux.

### Citations
1. 1 2  Olbrycht 2000.
2. 1 2 3 4 5  Sulimirski et Taylor 1991, p. 568-573.
3. ↑  Sulimirski 1985, p. 191-193.
4. ↑  Roger Batty, Rome and the Nomads: The Pontic-Danubian Realm in Antiquity, Oxford, Oxford University Press, 2007 (ISBN 978-0-198-14936-1)

### Sources
- Marek Jan Olbrycht, Collectanea Celto-Asiatica Cracoviensia, Kraków, Księgarnia Akademicka, 2000, 105–107 p. (ISBN 978-8-371-88337-8), « Remarks on the Presence of Iranian Peoples in Europe and Their Asiatic Relations »
- T. Sulimirski, The Cambridge History of Iran, vol. 2, Cambridge University Press, 1985, 149–199 p. (ISBN 978-1-139-05493-5), « The Scyths »
- Tadeusz Sulimirski et T. F. Taylor, The Cambridge Ancient History, vol. 3, Cambridge, Cambridge University Press, 1991, 560–590 p. (ISBN 978-1-139-05429-4), chap. 2 (« The Scythians »)
- Trubachov, Oleg N., 1999: Indoarica, Nauka, Moscow.